# Zorge (группа)
Zorge (Зорге) — российская рок-группа, созданная в сентябре 2010 года участником временно распадавшейся группы «Tequilajazzz» Евгением Фёдоровым.

## История
17 июля 2010 года Евгений Фёдоров на официальном сайте коллектива объявил о распаде Tequilajazzz. А в сентябре того же года была образована его новая группа — Zorge, впервые представленная публике 3 февраля 2011. Вместе с Евгением Фёдоровым в новом проекте оказался и многолетний звукорежиссёр Tequilajazzz’а Андрей Алякринский.

«Слово Zorge взято нами просто как запоминающееся, но оно сочетает в себе два значения. Первое — это, конечно, то, с чем в первую очередь ассоциируется слово у всех людей, родившихся в советское время — разведчик Рихард Зорге. Но мы пишемся через Z, а не через S, как правильно пишется его фамилия на немецком, и в этом кроется второе значение. Буква Z в нашем случае означает Зорро, и написана она тем шрифтом, которым благородный разбойник привык оставлять свой знак шпагой на лбах у своих соперников»— Разведчик Зорге и разбойник Зорро
Весной 2012 года запущен мультимедийный проект Mongoloid, который представляет собой многосерийный аудиосериал в жанре приключенческой антиутопии, сопровождаемый музыкой группы Zorge, анимацией Александра Киселёва и текстами Евгения Фёдорова. В июне 2016 года Фёдоров объявил о роспуске группы и последующем воссоединении, но в новом составе без Лауберта, в октябре того же года. Прокомментировав что роспуск Zorge не является следствием восстановления и активной деятельности Tequilajazzz. 14 октября 2017 года Евгений Фёдоров сообщил в фейсбуке об уходе из группы гитариста Дмитрия Зильперта. Также Фёдоров объявил, что он не планирует искать для проекта нового гитариста. В связи с этим предполагает расстаться с прежним репертуаром, а также поменять название. В феврале 2018, в одном из интервью, Фёдоров упомянул, что собирается восстановит группу по окончании записи нового альбома Tequilajazzz. В апрельском интервью, того же года, Фёдоров, на вопрос что происходит с Zorge, ответил — «Zorge в замороженном состоянии, оно началось не так давно, прямо в тот момент, когда мы с барабанщиком практически досочинили новый альбом. В мае мы к нему возвращаемся». 16 февраля 2019 года в теле проекте "Квартирник у Маргулиса" Фёдоров выступил со всеми тремя своими группами, в том числе и с трио Zorge, представив новую песню "Звезда". А 19 февраля на странице Zorge в Facebook Фёдоров представил нового гитариста, им оказался Vlad Green. Также Фёдоров объявил о скорой концертной деятельности группы.
В связи с тем, что Евгений покинул Россию, то деятельность группы сейчас на паузе. Что будет с коллективом пока не ясно.

## Состав
- Евгений Фёдоров — вокал, бас-гитара, клавишные, программирование
- Vlad Green — гитара, клавишные
- Марат Искандеров — sound engineering
- Benjamin Baert — ударные

## Бывшие участники
- Дмитрий Зильперт («Tinavie») — гитара
- Марк-Оливер Лаубер (Marc-Oliver Lauber) (Германия) — ударные
- Митя Гольцман («Do-Re-Mi Orchestra») — терменвокс, лэптроника
- Андрей Алякринский — звукорежиссёр
- Вадим Сергеев («Сплин») — гитара
- Света VS — keys, tambourine

## Дискография
- 2011 — Формула (EP)[6][7]
- 2011 — Zorge[8][9]
- 2013 — Тайна и секрет (SP)
- 2013 — Что мы знаем о равновесии?
- 2017 — Портал / До слёз (SP)[10]
- 2019 — Звезда и мосты (SP)
- 2021 — Целлофан (SP)